# یواس‌اس فانتانا (اس‌پی-۷۱)
یواس‌اس فانتانا (اس‌پی-۷۱) (به انگلیسی: USS Fantana (SP-71)) یک کشتی بود که طول آن ۷۲ فوت (۲۲ متر) بود. این کشتی در سال ۱۹۰۲ ساخته شد.